# ویرجینیا هی
ویرجینیا هی (انگلیسی: Virginia Hey؛ زادهٔ ۱۹ ژوئن ۱۹۵۲) یک هنرپیشه سینما و تلویزیون اهل استرالیا است.

## فیلمشناسی
از فیلم‌ها یا برنامه‌های تلویزیونی که وی در آن نقش داشته است می‌توان به آثار زیر اشاره کرد.
- مکس دیوانه: جنگجوی جاده (۱۹۸۱)
- روزهای روشن زندگی (۱۹۸۷)
- مأموریت: غیرممکن (۱۹۸۹)
- خانه و دوری (۱۹۹۷)
- پرستاران (مجموعه تلویزیونی) (۱۹۹۸)